# Asige kyrka
Asige kyrka är en kyrkobyggnad som sedan 2010 tillhör Susedalens församling (tidigare Asige församling) i Göteborgs stift.
Platsen där kyrkan står är en sandig platå ovanför Suseån i kyrkbyn Asige, nordost om Slöinge i Falkenbergs kommun.

## Kyrkobyggnaden
Stenkyrkan, vars äldsta delar troligen är från 1200-talet, består av rektangulärt långhus med tresidig östmur samt kyrktorn i väster. I det inre avskiljs högaltaret med träskärm från bakomliggande sakristia. Ingång finns i väster via tornets bottenvåning samt mitt på långhusets sydsida. Vid en omfattande yttre restaurering 1978 gavs möjlighet att studera kyrkans murverk och komplexa byggnadskronologi. 
Kyrkan är helt och hållet murad av rå eller kluven gråsten. I det nuvarande långhusets norra och södra murar finns betydande partier av en medeltidskyrka bevarade. Det nuvarande, tresidiga korpartiet tillkom åren 1805–1806 då kyrkan förlängdes åt öster. Kyrktornet tillfogades 1847 och ersatte därmed klockstapeln. Tornspiran som kröns av en tupp tillkom 1890. Kyrkans exteriör präglas framförallt av en historicerande omdaning 1890. Långhusets sydportal framhävs med utskjutande risalit. Den höga tornspiran samt långhusets valmade sadeltak har täckning med rödmålad plåt. Kyrkorummet karaktäriseras av 1800-talets strama klassicism. Det vitputsade kyrkorummet kröns av ett flackt tunnvalv av trä, med markerad taklist. Kyrkans fasta inredning förnyades under 1800-talets andra hälft.

## Inventarier
- Det har funnits en dopfunt i täljsten från 1200-talets senare hälft. Den kasserades omkring 1900 och slogs sönder. Endast två ornamenterade fragment i Starrkärrskolans stil återstår. De förvaras på Hallands konstmuseum.[1]
- Dopfunten är av trä och från 1800-talet. Tillhörande lock har ornerad knopp i guld. Ovanför dopfunten hänger en basunängel från 1700-talet.
- Ett triumfkrucifix från 1200-talet hänger på södra väggen.
- Altaruppsatsen är utförd i nyklassisk stil 1867 av Johannes Johansson i Mjöbäck. Tidigare altaruppsats från 1600-talet är deponerad på Halmstads konstmuseum.
- Predikstolen är också utförd av Johannes Johansson i Mjöbäck och i en stil som harmonierar med altaruppsatsen och har färgerna rosa, grått, ljusblått och guld.

### Klockor
I tornet hänger två klockor. Den äldre från 1614 har latinsk inskription. Den yngre är gjuten 1955.

### Orgel
- Läktarorgeln historia är oklar. Den första byggdes 1857 av Grankvist. Salomon Molander renoverade den 1877 och man vet inte om fasaden är från detta år eller härstammar från den första orgeln. Instrumentet har genomgått flera renoveringar men har fått behålla sin ursprungliga tonskala och är sedan 1985 kulturminne. Orgeln har tolv stämmor fördelade på manual och pedal.[2]
- En liten kororgel med bänk står i korets södra sida.

## Bilder

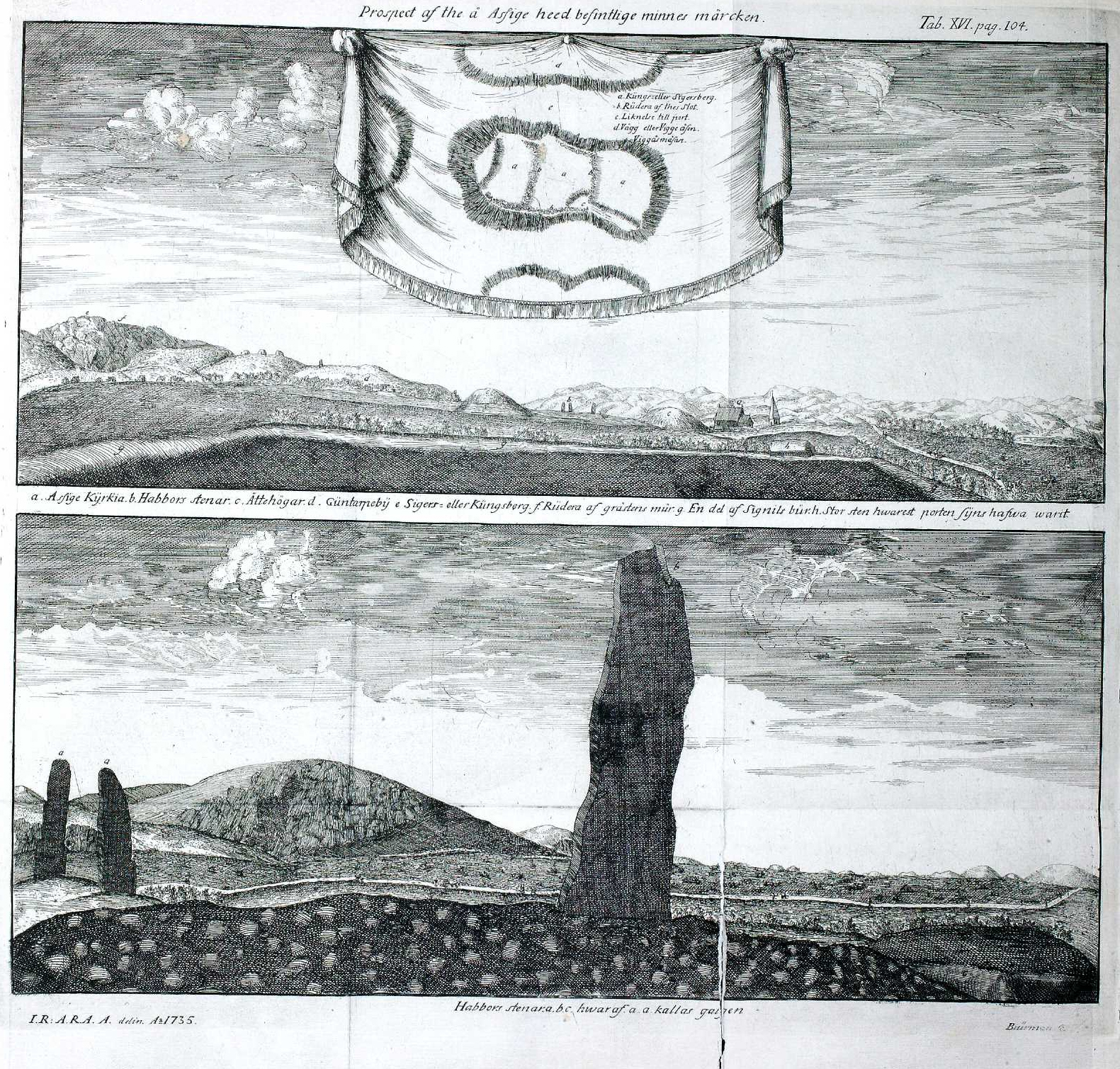
Kyrkan i landskapet och fornlämningen "Hagbards galge" (1735)
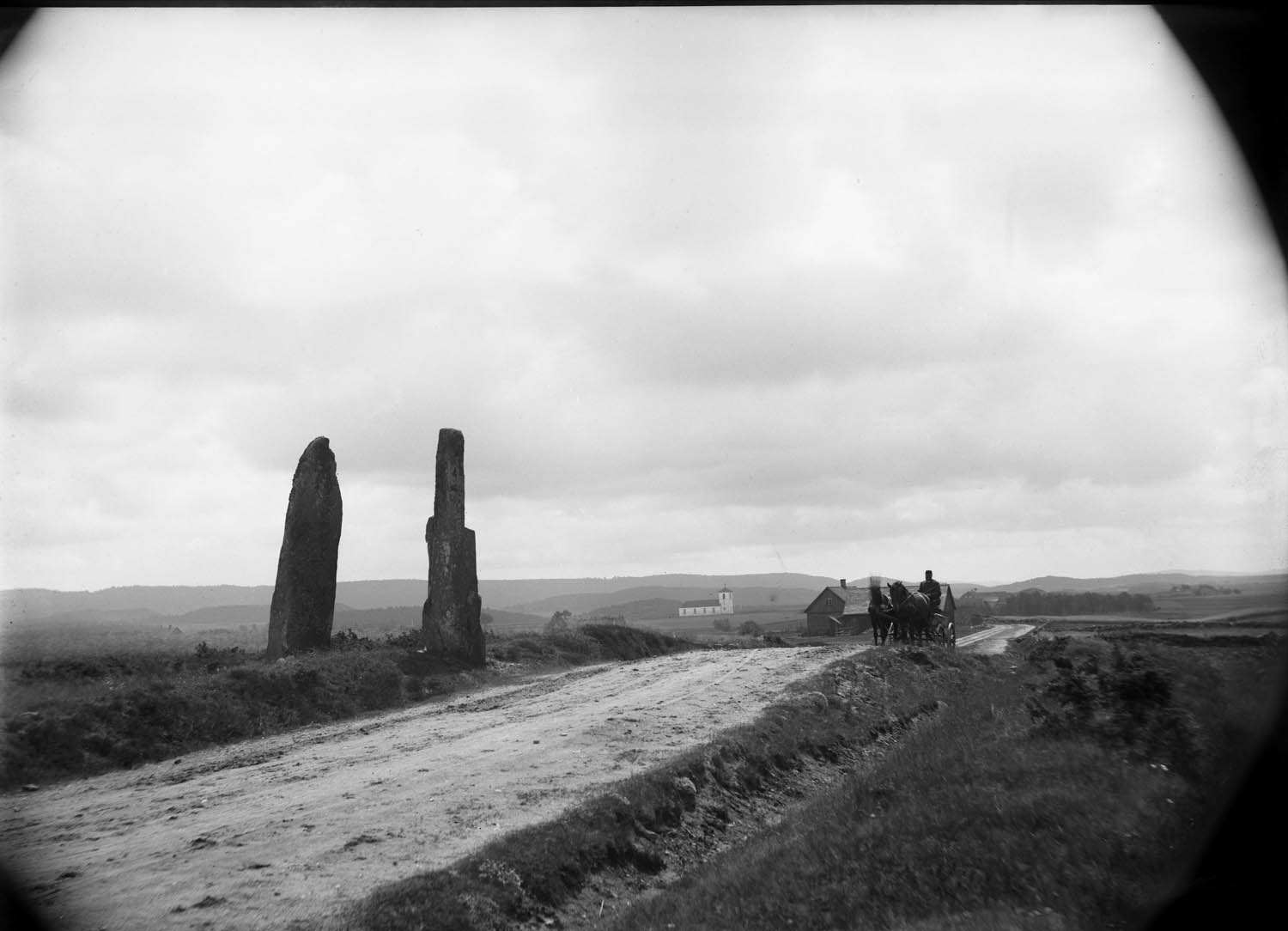
Asige kyrka som den såg ut på 1880-talet kan skönjas i bakgrunden på denna bild, där man också ser Hagbards galge.
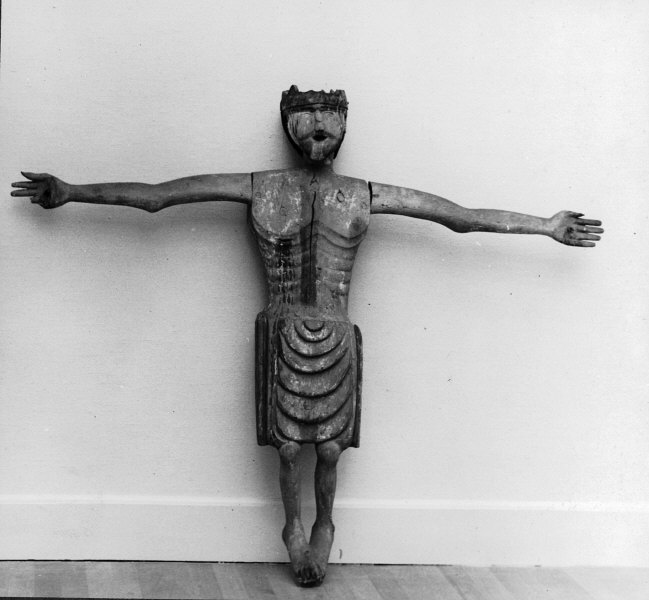
Krucifix av trä. Detalj av Jesusfiguren.
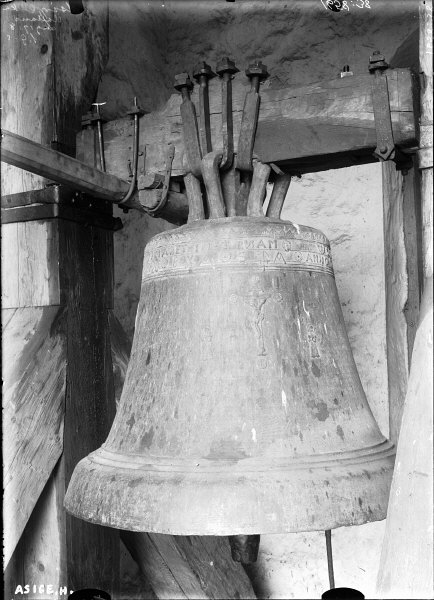
Kyrkklocka.